# 新平府 (阮朝)
新平府（越南语：／）是越南阮朝時期的一個府，主要位於今天胡志明市。
嘉隆七年（1808年），升藩安鎮新平縣為新平府，升四總為縣：平陽縣、新隆縣、福祿縣、順安縣。
明命十三年（1832年），藩安鎮改制為藩安省，同時增設新安府，以順安縣和福祿縣改隸新安府。
明命十四年（1833年），藩安省更名為嘉定省。
紹治元年（1841年），以平陽縣和新隆縣析置平隆縣，新平府領縣三：平陽縣、新隆縣、平隆縣。
嗣德十一年（1858年），嘉定省被法國佔領。
嗣德十六年（1863年），越法簽訂《第一次西貢條約》，正式割讓嘉定省。新平府併入法屬交趾支那殖民地。